# Henryville (Québec)
Pour les articles homonymes, voir Henryville.
Henryville est une municipalité dans la municipalité régionale de comté du Haut-Richelieu au Québec, dans la région administrative de la Montérégie. Elle est située à 15 km au sud de Saint-Jean-sur-Richelieu. Ses habitants sont des Henryvillois.

## Histoire
Le village fut fondé en 1810 par le notaire Edme Henry, duquel il tirera son nom. Le territoire couvert était alors très vaste, comprenant une partie des futures paroisses de Saint-Sébastien, Notre-Dame-des-Anges-de-Stanbridge, Sainte-Anne-de-Sabrevois et Saint-Alexandre. Une première paroisse protestante fut fondée sous le nom de St. George.
La municipalité actuelle est issue du regroupement, en 1999, des municipalités de paroisse et du village du même nom. La municipalité fut gravement touchée par les inondations du bassin du lac Champlain et de la rivière Richelieu en 2011.

## Géographie
La rivière Richelieu délimite l'ouest de la municipalité en coulant vers le nord.
La rivière du Sud y coule du nord-est vers le sud-ouest puis revient en coulant vers le nord-ouest jusqu'à sa confluence avec la rivière Richelieu.

## Démographie
| 1991 | 1996 | 2001  | 2006  | 2011  | 2016  | 2021  |
| ---- | ---- | ----- | ----- | ----- | ----- | ----- |
| 791  | 857  | 1 482 | 1 529 | 1 464 | 1 406 | 1 497 |

## Administration
Les élections municipales se font en bloc pour le maire et les six conseillers.
| Henryville Maires depuis 2005                                                                                        |                      |         |          |
| Élection | Maire                | Qualité | Résultat |
| 2005 | Carole Gagné         |         | Voir     |
| 2009 | Serges Lafrance      |         | Voir     |
| 2013 | Andrée Clouâtre      |         | Voir     |
| 2017 | Danielle Charbonneau |         | Voir     |
| 2021 | Danielle Charbonneau | Voir    |          |
| Élection partielle en italique Depuis 2005, les élections sont simultanées dans toutes les municipalités québécoises |                      |         |          |